# Dudleya caespitosa
Dudleya caespitosa är en fetbladsväxtart som först beskrevs av Adrian Hardy Haworth, och fick sitt nu gällande namn av Nathaniel Lord Britton och Rose. Dudleya caespitosa ingår i släktet Dudleya och familjen fetbladsväxter. Inga underarter finns listade i Catalogue of Life.

## Bildgalleri

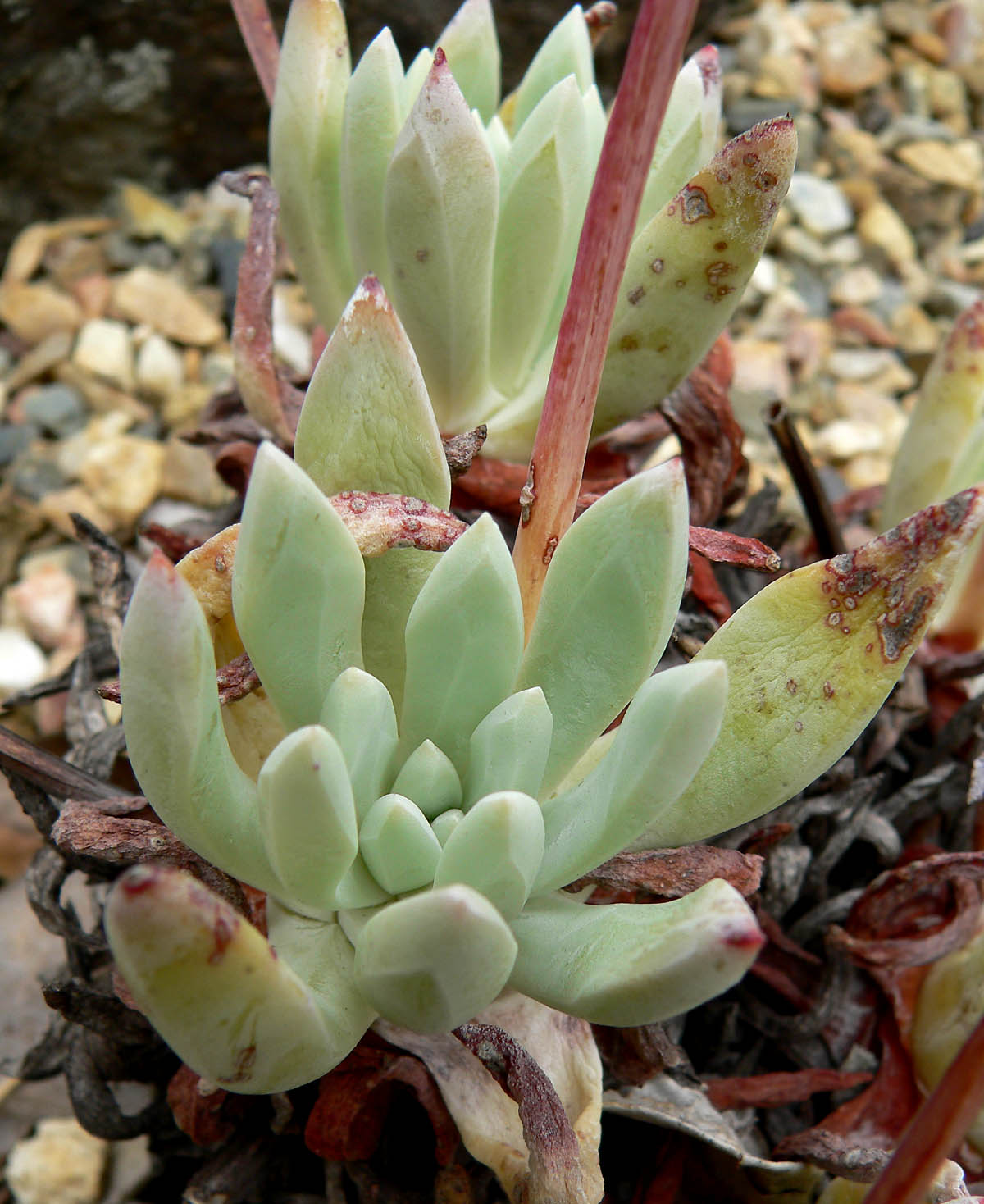
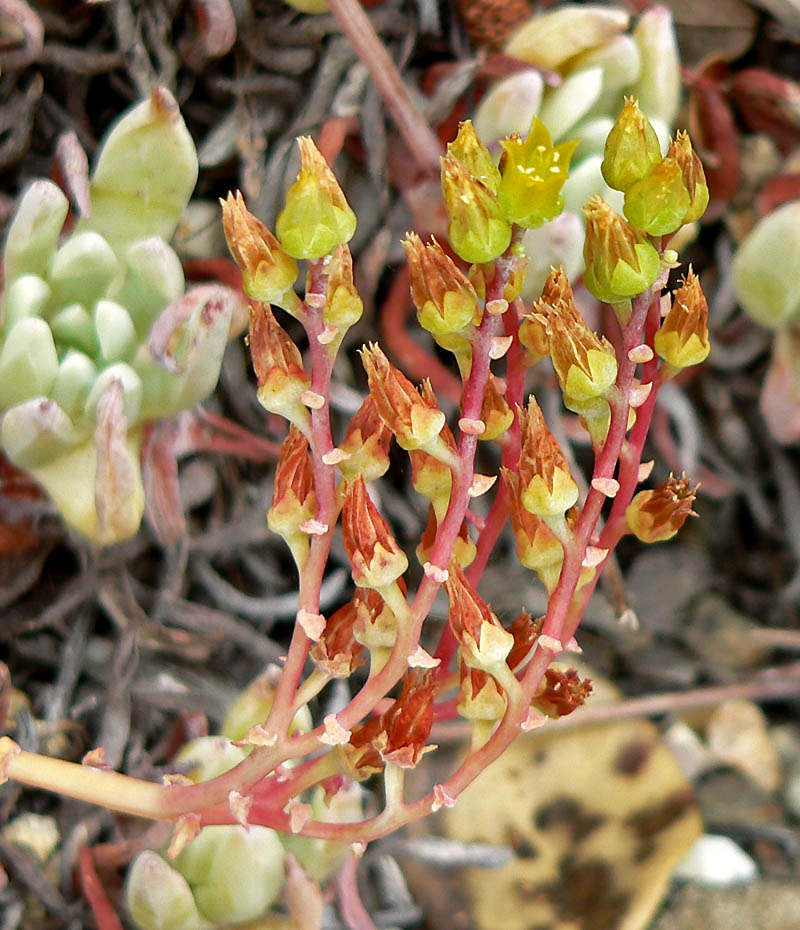
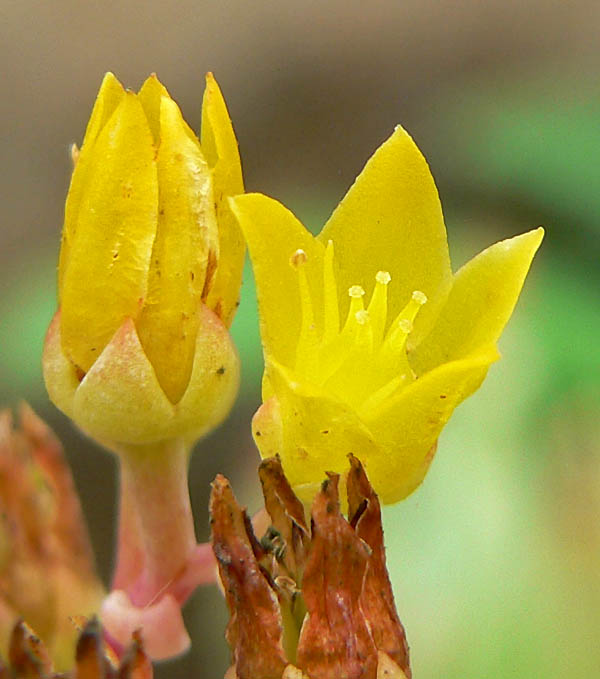